# Sam McQueen
Pour les articles homonymes, voir McQueen.
Samuel James McQueen, né le 6 février 1995 à Southampton, est un ancien footballeur anglais qui évoluait au poste de défenseur ou milieu de terrain.

## Biographie
Il fait ses débuts professionnels avec l'équipe de Southampton le 15 février 2014 lors d'un match de Coupe d'Angleterre contre le club de Sunderland. 
Il participe à la Ligue Europa lors de la saison 2016-2017.
Le 30 août 2018, McQueen est prêté pour une saison au Middlesbrough FC.
Le 1 janvier 2022, il annonce la fin de sa carrière sportive àn la suite de plusieurs grosses blessures.

## Statistiques
| Saison                | Club                    | Championnat           | Championnat | Championnat | Coupe(s) nationale(s) | Coupe(s) nationale(s) | Compétition(s) continentale(s) | Compétition(s) continentale(s) | Compétition(s) continentale(s) | Total | Total |
| Saison                | Club                    | Division              | M.          | B.          | M.                    | B.                    | Comp.                          | M.                             | B.                             | M.    | B.    |
| 2013-2014             | Southampton FC          | Premier League        | -           | -           | 1                     | 0                     | -                              | -                              | -                              | 1     | 0     |
| 2014-2015             | Southampton FC          | Premier League        | -           | -           | -                     | -                     | -                              | -                              | -                              | 0     | 0     |
| 2015-2016             | Southampton FC          | Premier League        | -           | -           | -                     | -                     | -                              | -                              | -                              | 0     | 0     |
| 2016-2017             | Southampton FC          | Premier League        | 13          | 0           | 4                     | 0                     | C3                             | 3                              | 0                              | 20    | 0     |
| 2017-2018             | Southampton FC          | Premier League        | 7           | 0           | 1                     | 0                     | -                              | -                              | -                              | 8     | 0     |
| Sous-total            | Sous-total              | Sous-total            | 20          | 0           | 6                     | 0                     | -                              | 3                              | 0                              | 29    | 0     |
| 2015-2016             | Southend United (prêt)  | League One            | 18          | 2           | -                     | -                     | -                              | -                              | -                              | 18    | 2     |
| 2018-2019             | Middlesbrough FC (prêt) | Championship          | 5           | 0           | 2                     | 0                     | -                              | -                              | -                              | 7     | 0     |
| Sous-total            | Sous-total              | Sous-total            | 23          | 2           | 2                     | 0                     | -                              | -                              | -                              | 25    | 2     |
| Total sur la carrière | Total sur la carrière   | Total sur la carrière | 43          | 2           | 8                     | 0                     | -                              | 3                              | 0                              | 54    | 2     |